# Тейлер (лунный кратер)
Кратер Тейлер (лат. Theiler), не путать с кратером Тейлор, — маленький ударный кратер в западной части Моря Краевого на видимой стороне Луны. Название присвоено в честь южноафриканского и американского вирусолога Макса Тейлера (1899—1972) и утверждено Международным астрономическим союзом в 1979 г. 

## Описание кратера

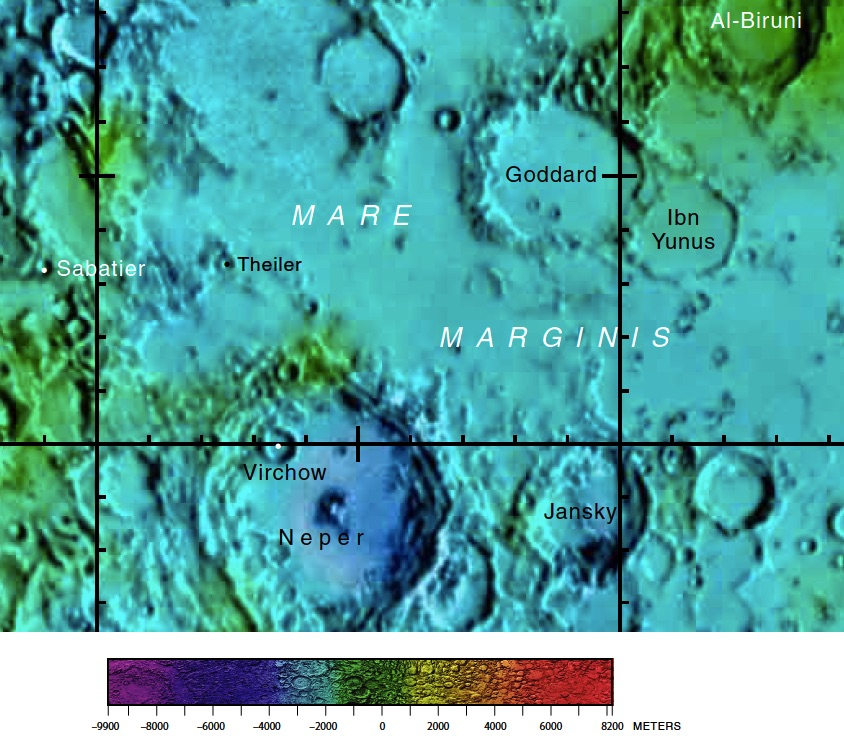
Окрестности кратера Тейлер. Фрагмент карты видимой стороны Луны.

Ближайшими соседями кратера Тейлер являются кратер Сабатье на западе; кратер Кеннон на севере-северо-западе; кратер Годдард на востоке-северо-востоке и кратер Непер на юге. Селенографические координаты центра кратера 13°22′ с. ш. 82°51′ в. д. / 13,36° с. ш. 82,85° в. д., диаметр 8,3 км, глубина 690 м.
Кратер Тейлер имеет близкую к циркулярной форму, слегка вытянут в направлении запад-юго-запад – восток-северо-восток и умеренно разрушен.  Вал сглажен, но сохранил достаточно четкие очертания, на западе примыкает к массиву возвышенностей. Высота вала над окружающей местностью достигает 260 м, объем кратера составляет приблизительно 14 км³.  Дно чаши ровное, без приметных структур.

## Сателлитные кратеры
Отсутствуют.

## См.также
- Список кратеров на Луне
- Лунный кратер
- Морфологический каталог кратеров Луны
- Планетная номенклатура
- Селенография
- Минералогия Луны
- Геология Луны
- Поздняя тяжёлая бомбардировка